# Жељко Перван
Жељко Перван (7. август 1962, Загреб) је хрватски глумац.

## Биографија
Каријеру је почео у комичарској групи Злочеста дјеца из Загреба. 1989. године снима спот за пародију на песму „Сербус драги, Загреб мој”. Пародија је била јако популарна у Србији у то доба, јер се емитовала у емисији Шодер листа на Трећем каналу. Касније ће ова пародија бити пророчанска.
Након разлаза Злочесте дјеце, Перван деведесетих година снима једну од најпопуларнијих серија у Хрватској, под називом Вечерња школа. Серија се првобитно емитовала на ОТВ-у. Средином 2000-их година, на ХРТ се емитовао revival Вечерње школе, Повратак уписаних. После пар сезона, Вечерња школа се крајем 2000-их емитује на Нова ТВ.
Поред снимања серија и позоришних турнеја, учествује и у спортском програму ХРТ-а.

## Улоге
| Год.       | Назив                            | Улога                             |
| ---------- | -------------------------------- | --------------------------------- |
| 2002.      | Обећана земља                    | Изидор Вајс/Хамлет                |
| 2005.      | Вечерња школа: Повратак уписаних | професор Максимилијан Јуре Кучина |
| 2007.      | Цимер фрај                       | Симе Бичва                        |
| 2014−2016. | Куд пукло да пукло               | Марко Дошен                       |